# Recovery CD
Een recovery cd/dvd is een speciale cd/dvd die geleverd wordt bij bekende merken computersystemen zoals HP, Dell, Packard Bell en alle bekende laptop fabrikanten. Met een recovery cd/dvd wordt een computersysteem volledig automatisch teruggebracht naar de softwarematige staat waarin het werd geleverd door de fabrikant.

## Toepassing
Het besturingssysteem, stuurprogramma's en meegeleverde software worden zo van begin tot eind geïnstalleerd zonder tussenkomst van gebruiker. Nieuwere systemen worden zonder een recovery cd of dvd geleverd. Niet alleen spelen de enorme hoeveelheid cd/dvd's die nodig zijn om besturingssysteem + stuurprogramma's + software op cd/dvd sets te zetten een rol maar ook de hoge kosten.

## Constructie
Feitelijk is een recovery cd simpelweg een besturingssysteem dat met een antwoordbestand wordt geleverd. Door een antwoordbestand kan de installatie volledig automatisch verlopen. Dat is meteen de 2e reden waarom een recovery cd niet wordt meegeleverd: om piraterij tegen te gaan. Hoewel installatie op een ander systeem vaak zal mislukken is het voor ervaren gebruiker een koud kunstje om dit te omzeilen.